# نوار درمانی الاستیکی

نوار درمانی الاستیکی(به انگلیسی: Elastic Therapeutic Tape) که به‌طور معمول به آن "نوار کینه زیو" یا به‌طور ساده‌تر "K tape" می‌گویند یک نوار پار چه‌ای همراه با چسب اکرلیک است که به منظور درمان آسیب‌های ورزشکاران و اختلالات فیزیکی گوناگون به کار می‌رود. اولین بار یک پزشک ژاپنی دانش آموختهٔ آمریکا به نام کنزو کس در ژاپن ایده استفاده از پارچه‌های الستیک همراه با چسب را گسترش داد. پس از یک دهه از معرفی این محصول در سال ۱۹۸۰ ارتوپدیستها، کایروپرکتیست‌ها، پزشکان طب سوزنی و دیگر پزشکان در ژاپن اصلی‌ترین مصرف کننده‌های این نوارها بودند. در سال ۱۹۸۸ این چسب‌ها توسط ورزشکاران المپیکی و حرفه‌ای ژاپن مورد استفاده قرار گرفت.
هیچ مدرک متقاعدکننده‌ای از این که این چسب‌ها اثری بیشتر از یک پلاسیبو داشته باشند، وجود ندارد. به طوری که عدّه‌ای آن را شبه‌علم می‌دانند. 